# Bettongia lesueur
Bettongia lesueur là một loài động vật có vú trong họ Potoroidae, bộ Hai răng cửa. Loài này được Quoy & Gaimard mô tả năm 1824.